# Волочкова Анастасія Юріївна
Анастасія Юріївна Волочкова (нар. 20 січня 1976, Ленінград, РРФСР, СРСР) — російська танцівниця і громадська діячка, колишня балерина Маріїнського і Великого театру, актриса. Лауреат багатьох премій. Заслужена артистка Росії, народна артистка Карачаєво-Черкесії. Фігурантка бази «Миротворець» як особа, яка незаконно відвідувала окупований Росією Крим.

## Біографія
Народилася 20 січня 1976 в Ленінграді.
Батько Анастасії Волочкової — чемпіон Радянського Союзу з настільного тенісу, тренер з легкої атлетики в спортшколі. Мати — гід-екскурсовод в м. Петербург.
Випускниця Петербурзької академії російського балету, учениця відомого педагога Наталії Дудинської. У 1994 році починає кар'єру ведучою балерини Маріїнського театру. Виконує головні партії в таких постановках, як «Жізель», «Раймонда» і «Жар-птиця». Поряд з роботою в трупі Великого театру балерина починає сольну кар'єру, виступаючи з власними концертними номерами та в трупі інших театрів.
У 1998 році отримує від Володимира Васильєва запрошення в Великий театр на головну партію Царівни-Лебідь у його новій постановці «Лебедине озеро». Вона станцювала також партії Нікії («Баядерка»), Раймонди, Феї Сирени («Спляча красуня») у постановці Юрія Григоровича.
2000 — 2005 рр. тривав конфлікт з адміністрацією Великого театру. У 2000 році Волочкова після гастролей у Великій Британії отримала ангажемент в Лондоні в Англійський Національний Балет. Хореограф Дерек Дін спеціально для Анастасії складає новий образ Феї Карабос («Спляча красуня»). У березні 2000 року балерина повертається до Москви і підписує контракт на наступний сезон на головні ролі у Великому театрі. У цей же час Волочкова перетворюється на зірку світської хроніки таблоїдів, постійно з'являється у різноманітних телевізійних шоу і стає «обличчям» ювелірного дому Chopard.
Хоча в підсумку суд прийняв сторону позивачки, в результаті тяжби вона покинула групу Великого театру. З 2005 року працює у власних проектах, знімається у фільмах і телевізійних серіалах.
Була одружена з бізнесменом Ігорем Вдовіним (2007–2008), має дочку Аріадну (2005). Живе в Москві та Петербурзі.
28 червня 2005 року в числі 50 представників громадськості підписала Лист на підтримку вироку колишнім керівникам «Юкоса». Пізніше, у лютому 2011 року, в ефірі радіо «Свобода», заявила, що підписати лист її змусили люди з партії «Єдина Росія».
Одним з модельєрів є український дизайнер одягу Андре Тан. У 2009 році вийшла автобіографічна книга «Історія російської балерини».
Була членом партії «Єдина Росія» з 2003 по 2011 рік. У 2009 році подавала документи на участь у виборах мера Сочі, але їй відмовили в реєстрації.
У 2010 році закінчила Національний дослідницький університет «Вища школа економіки». «Я планую створити мережу шкіл творчого виховання, яка навчатиме хореографії, образотворчому мистецтву, музиці та етиці», — так говорить Волочкова про свої плани на майбутнє.
У січні 2011 р. виклала у своєму блозі відверті фотографії з відпочинку на Мальдівах. За визнанням балерини, на такий крок вона пішла «на зло папарацці» і тому, що соромитися їй немає чого.
14 квітня 2014 р. під час Анексії Криму Росією виступила у Києві на прес-конференції з заявою про те, що завжди вважатиме Крим частиною України Однак 5 грудня 2014 у ефірі телеканалу "Россия 1" вона змінила свій погляд на стан Криму, підтримала його тимчасову російську окупацію. Надалі повідомлялося про наміри відвідати з концертами "ДНР".
20 січня 2020 року на святкуванні 44-го дня народження оголосила про своє майбутнє весілля з неназваним чоловіком.

## Ролі в кіно
- 2005 — 2006 — «Не народися вродливою»  — камео
- 2005 — «Чорний принц»  — Наталі Гончарова
- 2004 — «Місце під сонцем»  — Катя Орлана

## Телепроєкти
Брала участь у проекті Першого каналу «Ледниковый период» (укр. Льодовиковий період) у парі з фігуристом Антоном Сіхарулідзе (2007) і в третьому сезоні шоу (2009) в парі з Максимом Марініна, брала участь також у передачі «Прожекторперисхилтон» в 2010 році.